# Ngũ giác

ngũ giác năm cạnh đều

Ngũ giác hay hình năm cạnh, Pentagon (tiếng Hy Lạp) là một hình thể hình học phẳng. Nó thuộc về nhóm các đa giác và được xác định bởi năm điểm. Một ngũ giác đều có năm cạnh và năm góc bằng nhau, mà tất cả nằm trong một mặt phẳng.

## Cách vẽ ngũ giác đều bằng compa và thước thẳng
1. Cho đường tròn tâm O
2. Vẽ 1 đường kính MN bất kỳ
3. Vẽ đường kính PQ, PQ vuông góc với MN
4. Vẽ đường tròn tâm M, bán kính MO. Đường tròn này cắt đường tròn tâm O tại R và S
5. Kẻ RS, RS cắt MN tại H
6. Đường tròn tâm H, bán kính HP cắt MN tại I và J
7. Đường tròn tâm P bán kính PI cắt đường tròn tâm O tại A và B
8. Đường tròn tâm P bán kính PJ cắt đường tròn tâm O tại C và D
9. Nối năm điểm A; P; B; D; C ta được 1 ngũ giác đều

## Hình ảnh

Ngũ giác đều
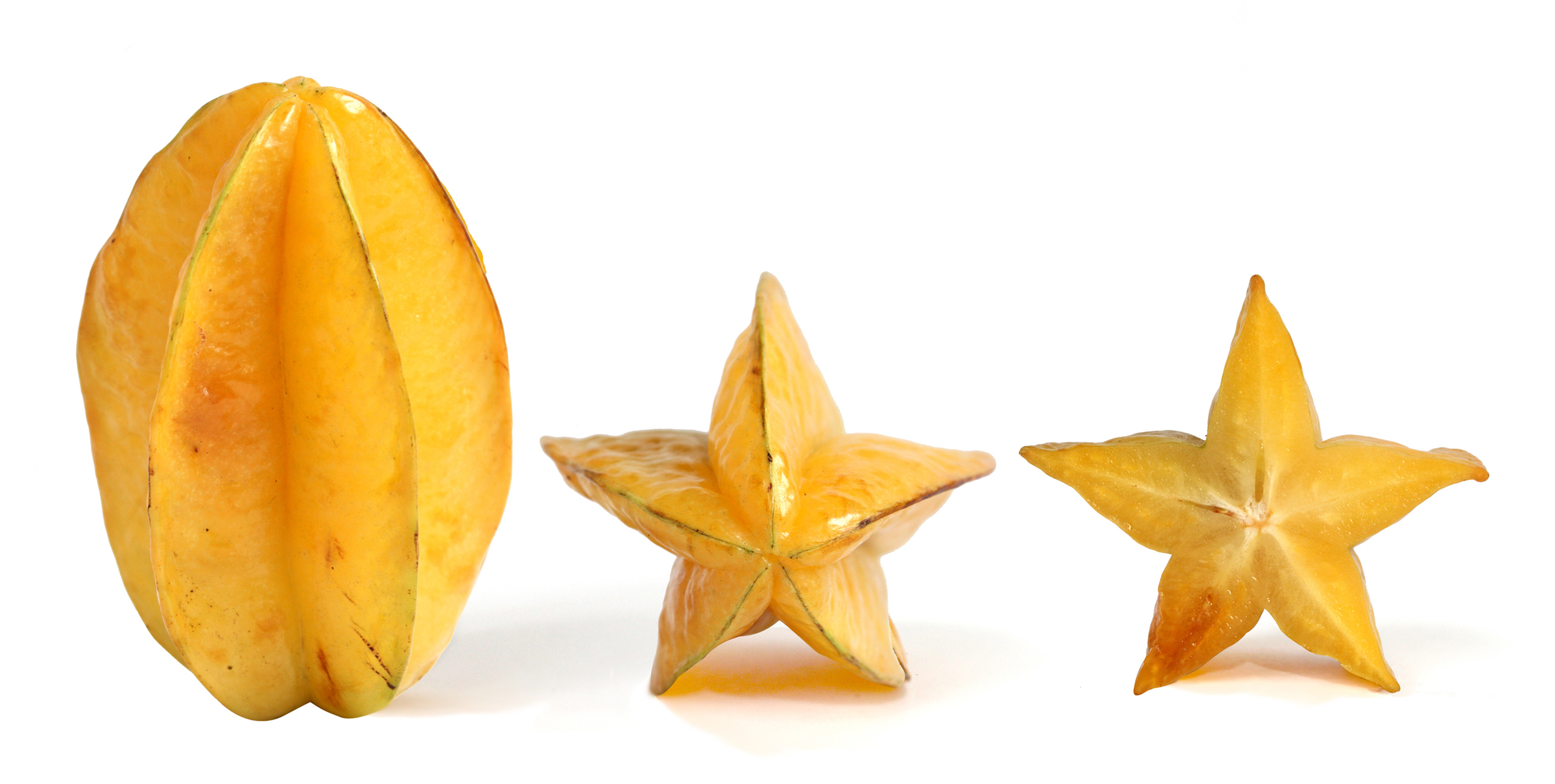
Trái khế
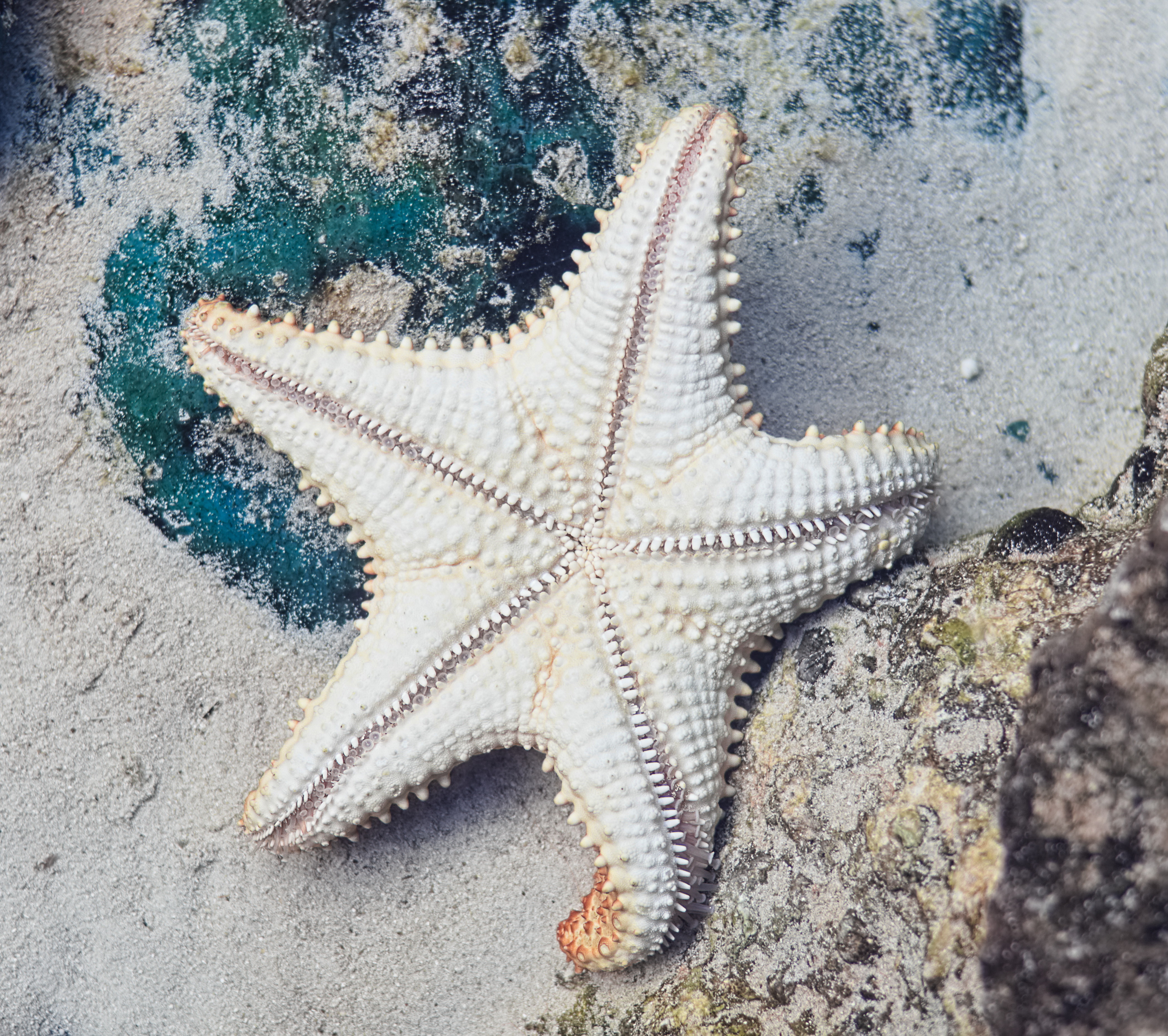
Sao biển
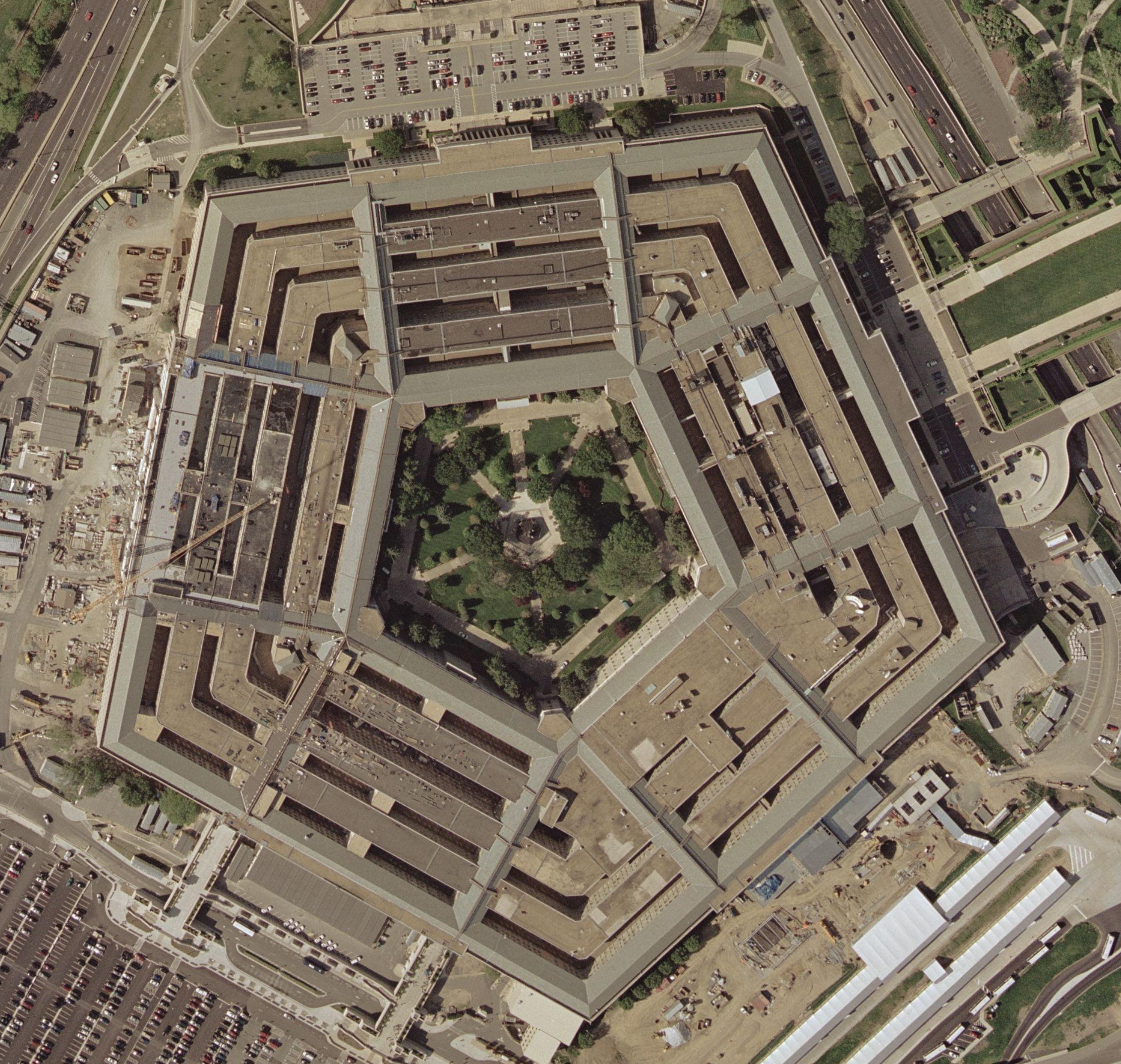
Lầu Năm Góc